# Національний парк Вільяррика
Національний парк Вільяррика (ісп. Parque nacional Villarrica) — національний парк у Чилі.
Розташований у провінціях Каутин (IX Регіон Арауканія) і Вальдивія (XIV Регіон Лос-Ріос), за 12 км на північний захід від міста Пукон, у районі великих вулканів Патагонських Анд.

## Опис
Національний парк є частиною біосферного заповідника помірних вологих лісів Південних Анд. Площа парку становить 630 км². На території парку містяться декілька вулканів, у тому числі Вільяррика (2847 м), Кветрапіллан (2360 метрів) і Ланін (3776 метрів). На території парку є кілька озер і річок.
Флора парку включає в себе такі види, як араукарія чилійська, Nothofagus pumilio, Nothofagus alpina і Nothofagus dombeyi. Фауна включає в себе такий вид сумчастих, як дромер, а також інших ссавців, таких як пуми, лисиці, магелланові собаки, пуду, нутрії, гризон малий і Conepatus chinga. Населяють парк і водоплавні птахи, такі як пірникоза-голіаф, Fulica armillata, Fulica leucoptera, Anas sibilatrix, Oxyura ferruginea. Тут також можна зустріти Megaceryle torquata і Campephilus magellanicus. Серед найбільш поширених хижих птахів — яструбові, орли, сапсани, зокрема канюк пустельний (Parabuteo unicinctus).
На території парку побудовані гірськолижний курорт і кемпінг. Для туристів проводяться екскурсії, які включають в себе відвідування вулканічних кратерів і печер.

## Галерея

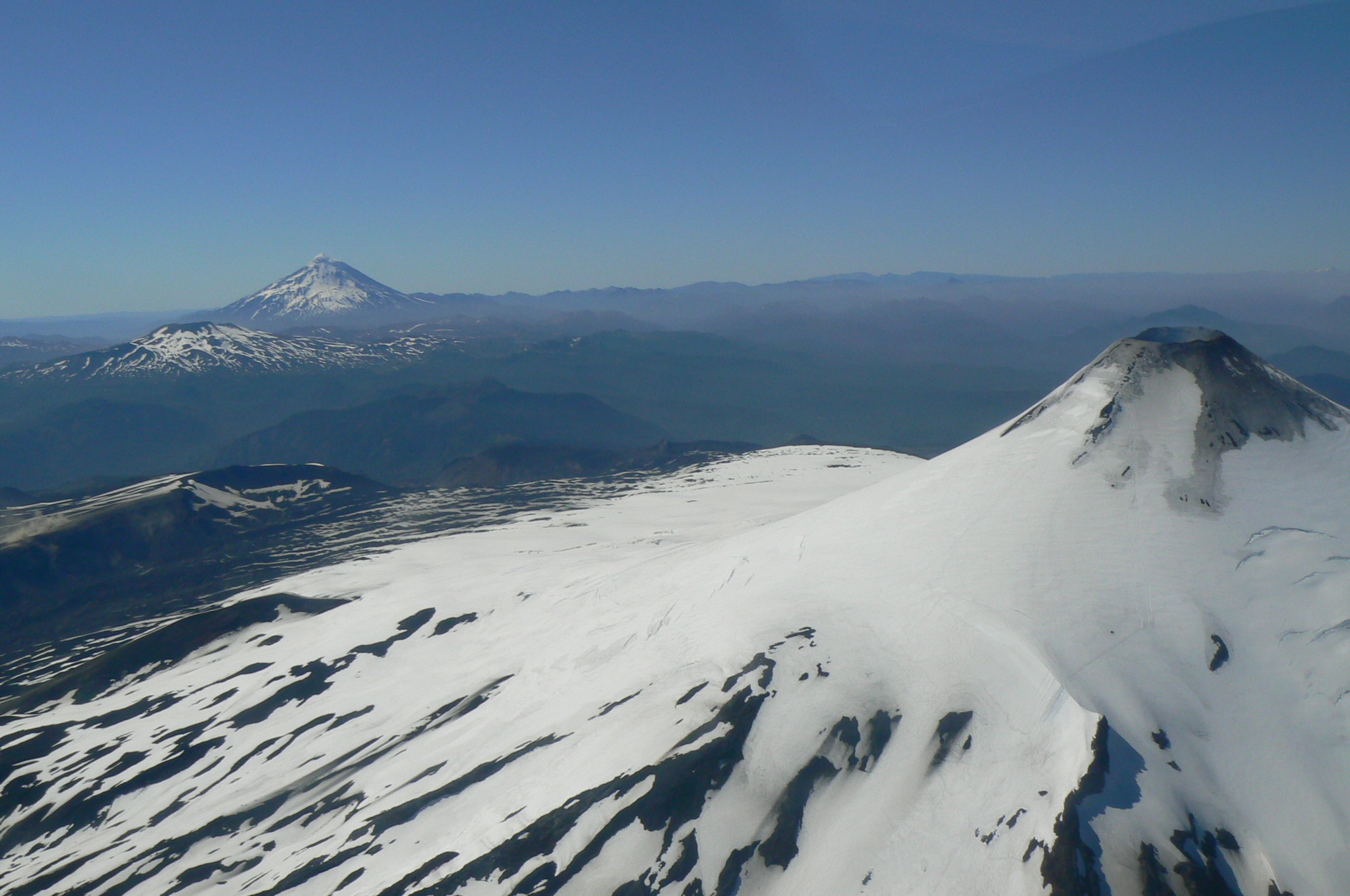
Вершини вулканів Вільяррика, Кветрапіллан і Ланін
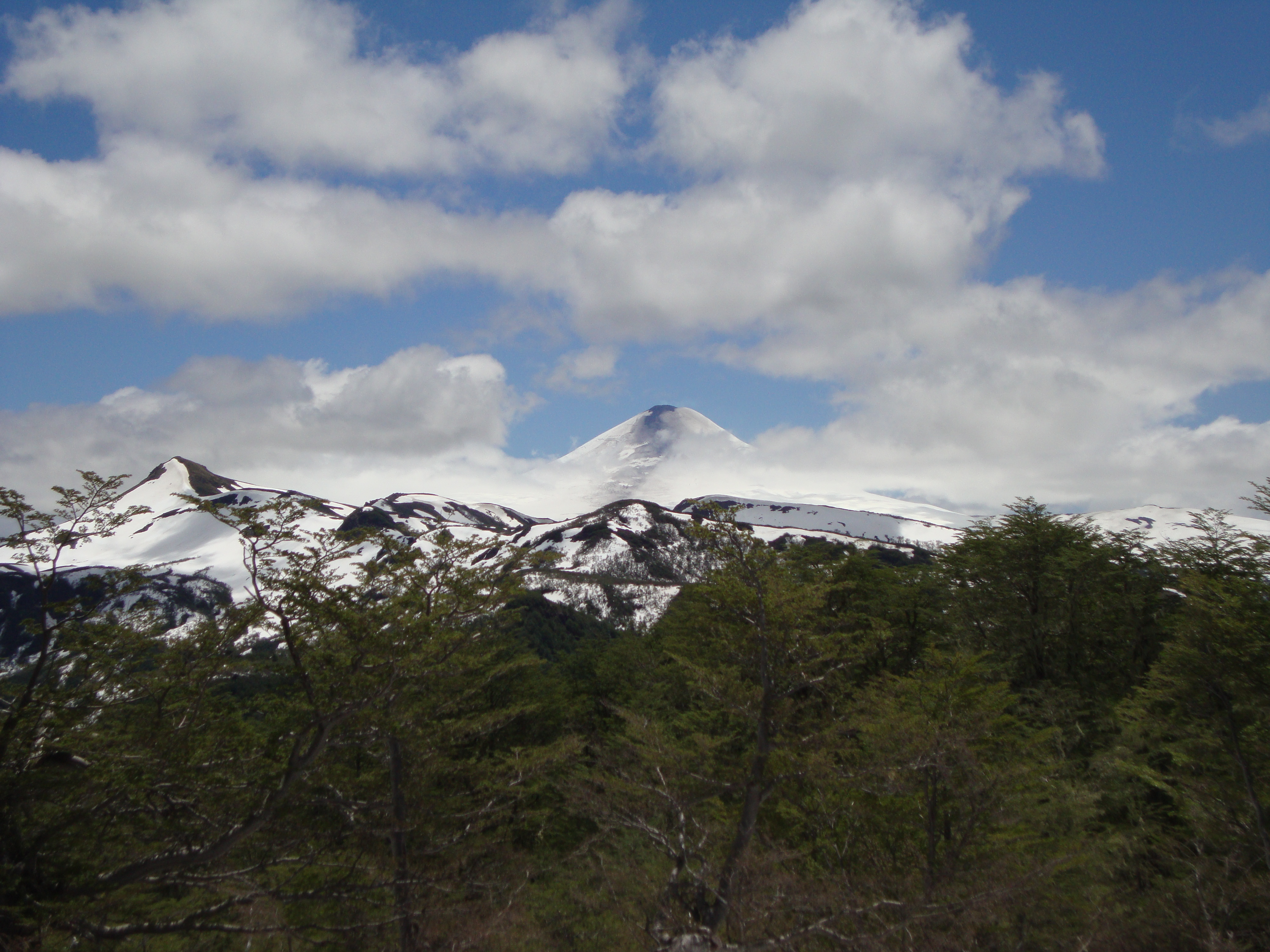
Вид на вулкан Вільяррика з південного сходу
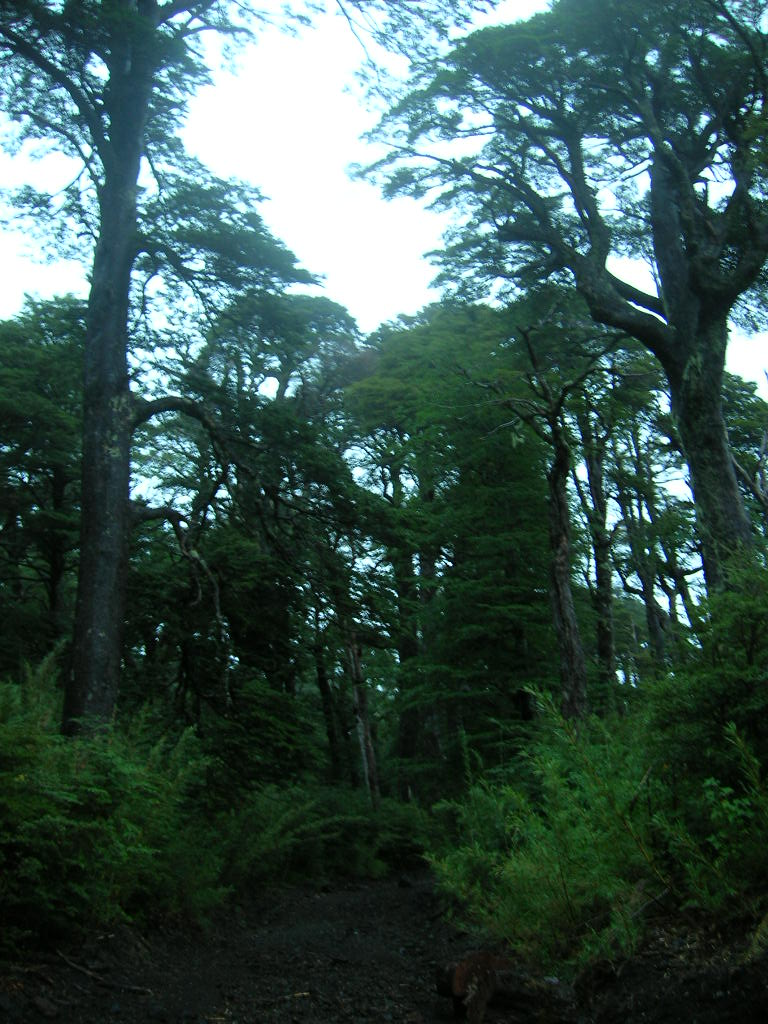
Ліс у національному парку Вільяррика
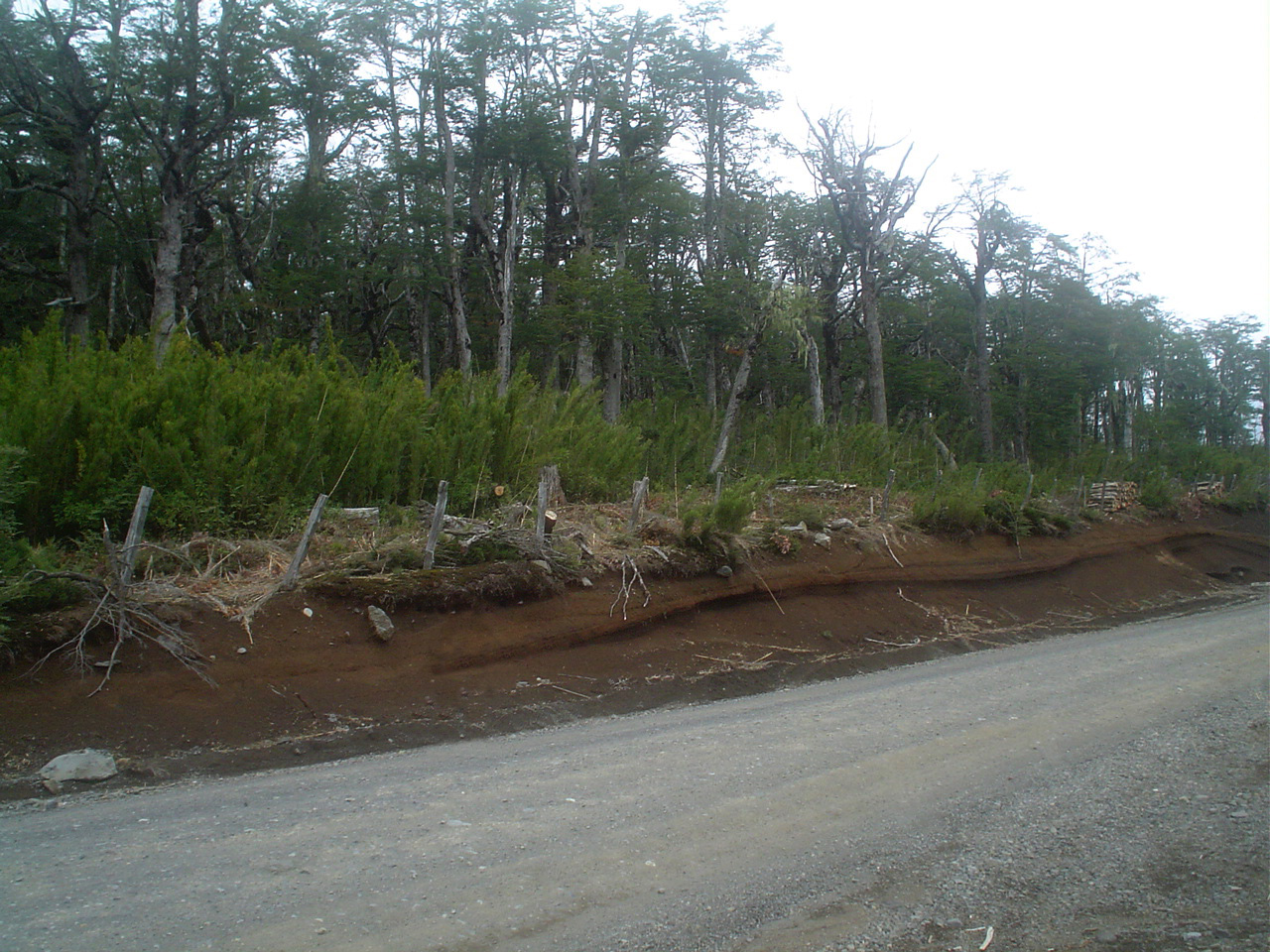
Дорога через Вальдивійські помірні дощові ліси
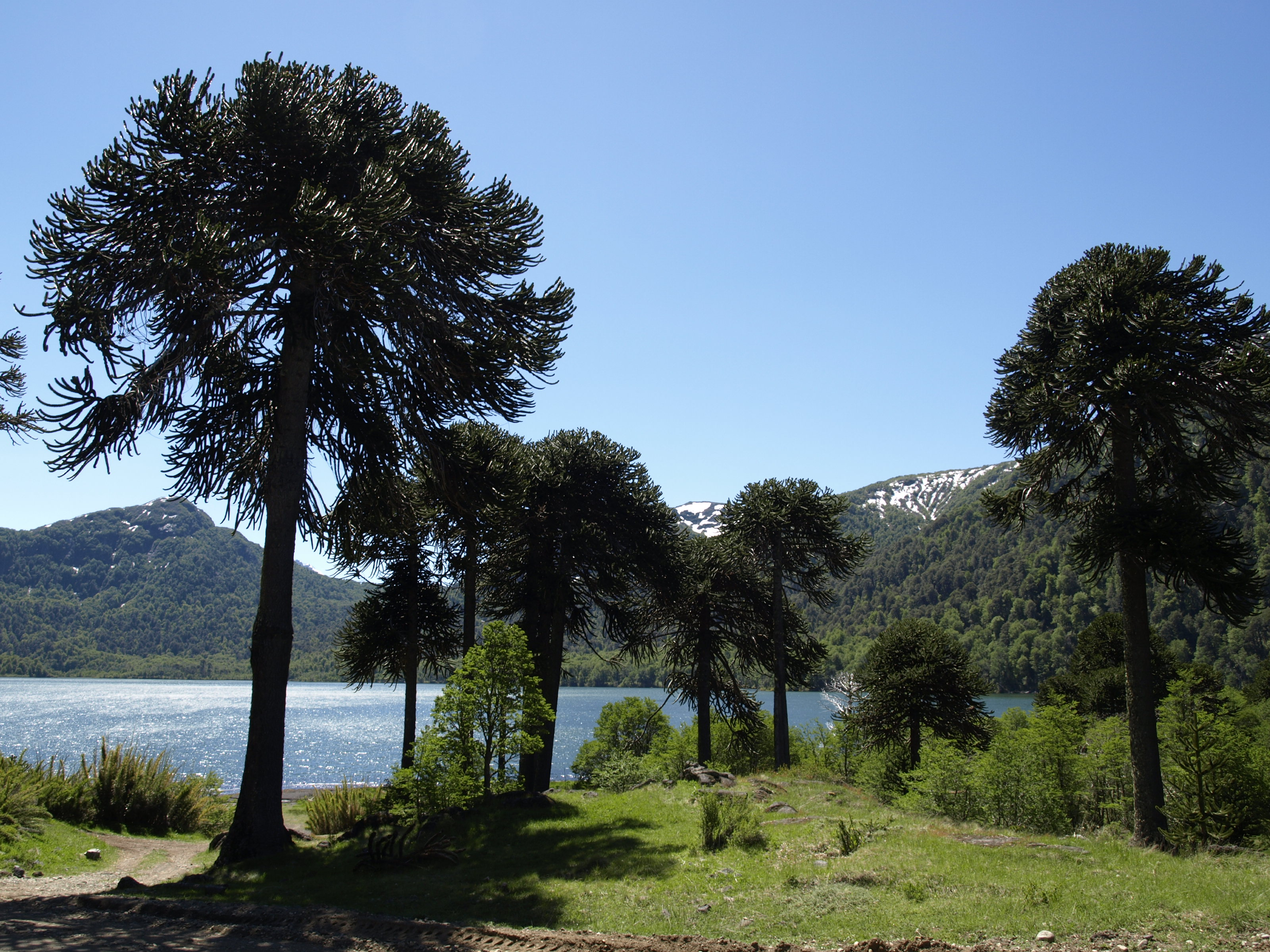
Араукарія чилійська
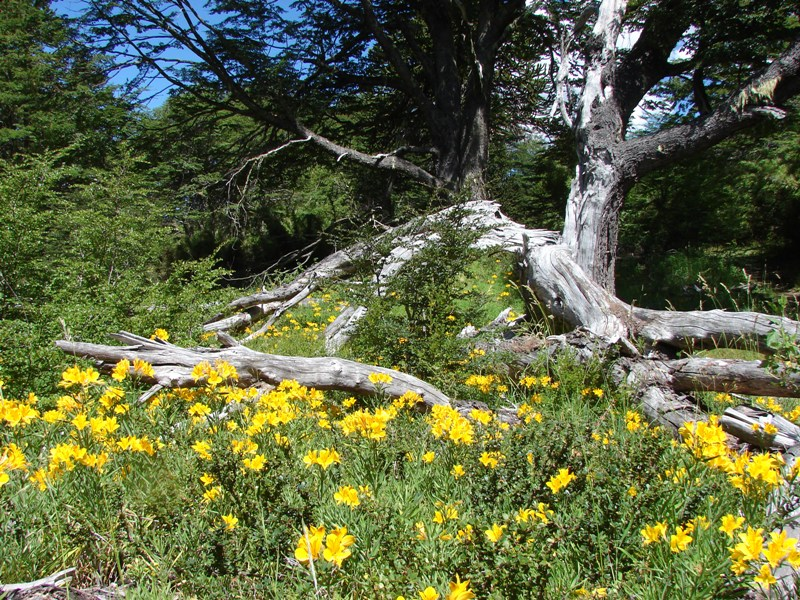
Alstroemeria aurea
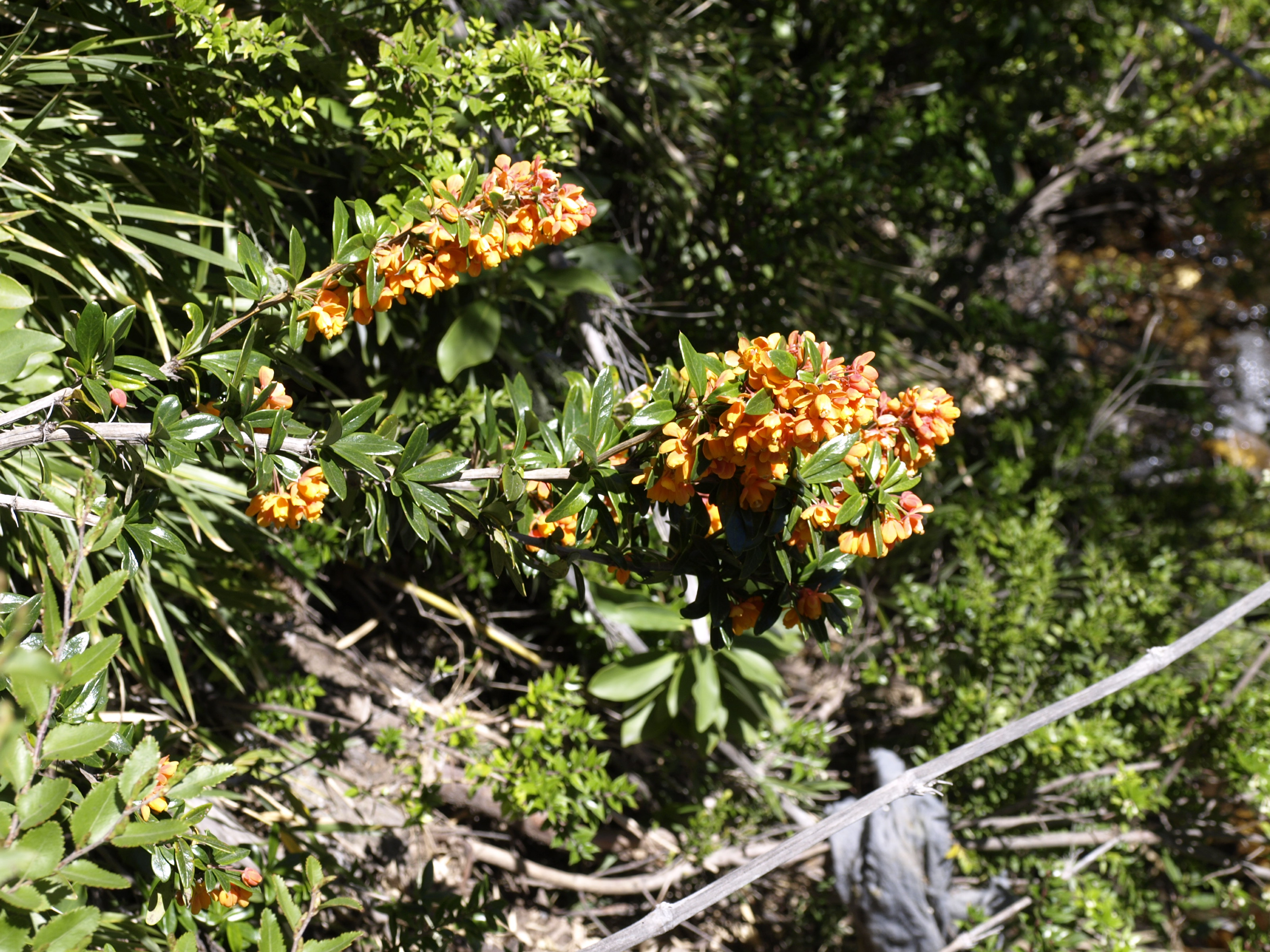
Berberis trigona
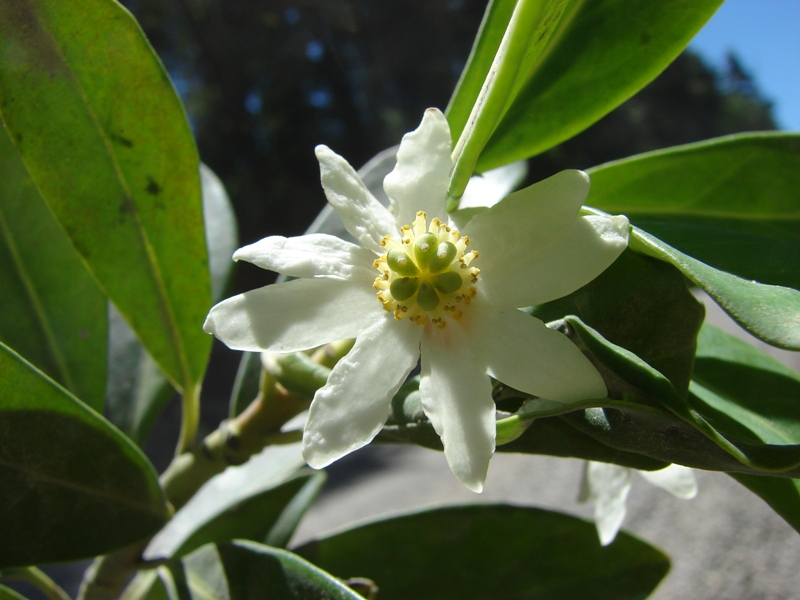
Drimys andina